# Gisbertus Cuperus

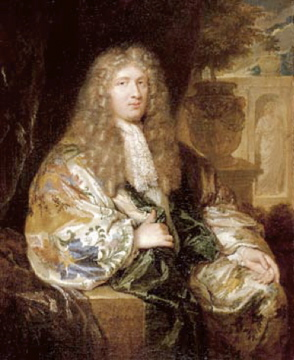
Gisbert Cuper (1680).

Gisbertus Cuperus, eller Gijsbert Kuiper, född 1664, död 1716, var en nederländsk filolog.
Cuperus blev 1668 professor i bland annat grekiska och latin i Deventer. Han har bland annat författat flera språkvetenskapliga och numismatiska arbeten, bland annat Observationum libri 3 (1670). Cuperus betydande brevsamling finns i Kungliga biblioteket i Haag.